# 建东职业技术学院
建东职业技术学院，是位于江苏省常州市的一所民办普通专科高等学校。

## 历史
- 2001年3月，批准建立，暂时挂靠华东船舶工业学院。
- 2003年7月，正式建立。

## 专业设置
- 机电工程系
- 电子信息工程系
- 经济贸易管理系
- 应用外语系
- 媒体与艺术设计系